# علقة طبية
علقة طبية (الاسم العلمي: Hirudo medicinalis) هي نوع من الحيوانات يتبع جنس العلقة من الفصيلة العلقية. تعيش في مياه البرك والمستنقعات وحتى في جسم الإنسان. وتتغذى على الضفادع والأسماك والافقاريات الأخرى، وجسمها أملس لا يحمل أشواكا ويسمى أيضا بالهيرودينا.

## الشكل
يبلغ طول النوع البالغ (20 سم) ويتركب جسمها من 34 حلقة متداخلة مع بعضها، ولونها بني مخضر أو أسود مائل للرمادي وهي أكثر قتامة عند منطقة الظهر كما يوجد خط أحمر رقيق على منطقة الظهر.
تحتوي العلقة الطبية على ممصين في المقدمة والمؤخرة، الممص الخلفي يستخدم لتثبيت نفسها على جسم العائل والضغط وهو أصغر من الممص الأمامي الذي يستخدم للتغذية بثلاث فكوك قرنية مسننة والتي تتقابل مع بعضها مكونة مثلث صغير وتعمل هذه الفكوك على خدش جسم الإنسان أو أي حيوان فقاري متواجد في الماء وتحدث له جرح ذو ثلاث شعب بعد أن تثبت الممص الأمامي على جسم عائلها ثم تمتص دمه.
يحمل مقدمة الجسم تركيب صغير يشبه الرأس يسمى الرؤيس وهو يضم الممص الأمامي، كما يحتوي على عين مركبة تتكون من العديد من العيون البسيطة ليبصر بها ولكن قوة الإبصار ضعيفة فهي تميز بها الضوء والظلام فقط ليتجنب الضوء ويبتعد عن مصدره ولكنها تعتمد على حاسة اللمس والاهتزازات داخل الماء لتشعر بالإنسان بمجرد نزوله الماء من خلال العديد من الخلايا الحسية المنتشرة على سطح الجسم كما أنه يستخدم الرؤيس في اكتشاف التغيرات الخفيفة في درجة حرارة الماء وكذلك اكتشاف أي تلوث في الماء فتبتعد عن مصدر التلوث.

## الحركة
أثناء تواجد العلقة في قاع البحيرة أو البركة فإنها تزحف على الصخور أو على أرض البركة حيث تثبت جسمها على الأرض بالممص الأمامي ثم بمساعدة انقباض الألياف العضلية وانبساطها فإنها تتحرك زحفا على الأرض. أما أثناء سباحتها في الماء فإنها تتحرك في الماء بانقباض وانبساط هذه الألياف العضلية أيضا.

## أساليب الدفاع
إذا أحست العلقة بوجود مفترِس فإنها تقوم بتكوير جسمها وتسقط في قاع الماء وتظهر لأعدائها كالميت. والبعض الآخر من ديدان العلقة تختبؤ بين الصخور بحيث لا يستطيع أحد الدخول ورائها، كما يمكن تقوم بدفن نفسها داخل طين البحيرة بعيدة عن أنظار أعدائها من الأسماك أو الكائنات المائية الأخرى.

## التكاثر
هذه الديدان خناث بمعنى وجود الأعضاء التناسلية الأنثوية والذكرية في داخل جسم الدودة الواحدة فكل دودة بها زوج من المبايض و9 أزواج من الخصيات ومع ذلك لا يتم الإخصاب الذاتي داخل الدودة الواحدة وذلك لاختلاف الاوقات بين إنتاج البويضات وإنتاج الحيوانات المنوية ولذلك لايتم الاخصاب الذاتي ولكن يحدث الإخصاب الخلطي وهو يعنى تبادل الحيوانات المنوية من دودة إلى دودة أخرى ثم بعد ذلك تخزن كل دودة الحيوانات المنوية في تركيب يسمى المستودعات المنوية ثم يحدث إخصاب للبويضات وتضعها الدودة الأم داخل شرنقة تغلفها بمادة مغذية تتغذى منها الصغار بعد الفقس وتحمل الأم الشرنقة في مقدمة جسمها وتسبح بها في الماء لتحميها وبعض أنواع العلقة تقوم الأم بتحريك تيار ماء خفيف فوق سطح الشرنقة حتى يصل إلى البيض داخل الشرنقة الكمية المناسبة من الأكسجين التي يحتاجها الجنين داخل البيضة. ثم تترك الصغار الشرنقة لتبدأ في أخذ أول وجبة دم من أي حيوان برمائي ثم بعد ذلك تمتص دم الإنسان عند نزوله الماء.
ومن المعروف علميا أن التكاثر الذاتي يساعد على انتقال جميع الصفات الوراثية من الأم إلى الأبناء فلو كانت الأم تحمل بعض الصفات الوراثية السيئة فإنها تنتقل للأبناء أما التكاثر الخلطى يساعد على تبادل العوامل الوراثية من دودة خنثي لدودة أخرى وبالتالي يتم تجنب بعض الصفات الوراثية السيئة وظهور نسل قوي.

## التغذية

### إمتصاص دم الإنسان
تصنف هذه الحيوانات أنها دموية التغذية فبمجرد نزول الإنسان ماء البركة أو البحيرة فإذا بالعلقة تشعر به وتقترب من أي جزء في جسمه وتبدأ بتثبيت الممص الأمامي ثم إدخال الفكوك الثلاثة المسننة والتي تحدث خدش ذو ثلاث شعب، ثم تقوم العلقة بعد ذلك بإفراز اللعاب الذي يحتوى على ثلاث مركبات كيمائية وهي:
1. مادة Vasodilator وهذه المادة تعمل على توسيع الأوعية الدموية ليتدفق فيها الدم بسرعة.
2. مادة Hirudin وهي مادة العلقين المانعة لتجلط الدم ومخدرة للألم.
3. إنزيم Hyaluronidase وهو إنزيم يعمل على زيادة نفاذية الجلد.

وبمجرد إفراز هذه المركبات الثلاثة ينطلق تيار من الدم عبر الخدش الذي أحدثه في جلد الإنسان، وتبدأ العلقة في امتصاص الدم بفضل جدران البلعوم العضلية التي تقوم بشفط الدم، ومنها إلى تركيب الحوصلة حيث يتم تخزينه وهضمه، ومنها إلى المعدة فالأمعاء ثم المستقيم.
وتمتص الدودة ما بين 3 إلى 6 غرامات دم أي حوالي قدر وزنها 5 مرات.

### امتناع العلقة عن امتصاص الدم
تستطيع العلقة الامتناع عن التغذية لمدة تصل إلى 6 شهور، لأن العلقة تأخذ كمية كبيرة من الدم تفوق وزنها 5 مرات، فتقوم بتخزينها في الحوصلة حيث يتم هضم هذه الكمية ببطئ شديد للاستفادة منها خلال فترة الصيام، وذلك لأنه قد لا يتوفر للعلقة أخذ وجبة دم يومية.

### هضم بروتينات الدم المعقدة داخل الحوصلة
تملك العلقة نوعاً من البكتيريا التي تتواجد داخل حوصلة العلقة ولا تسبب لها أية أضرار، فبالعكس هي تقوم بعدة وظائف مفيدة للعلقة. ومن هذه الوظائف:
1. تقوم بهضم البروتينات المعقدة الموجودة في الدم وتحولها إلى مركبات بسيطة يسهل للعلقة امتصاصها والاستفادة منها.
2. تزود العلقة بفيتامين بي 12 الذي لا يتوفر في وجبة الدم.
3. تمنع دخول أي نوع آخر من البكتيريا الضارة داخل جسم العلقة.
4. تحافظ على تخزين الدم داخل الحوصلة خلال فترة الصيام لمدة 6 أشهر دون أن يتلف وذلك لإفرازها بعض الإنزيمات التي تمنع تلف الدم ويظل بكفاءته.

## الاستعمالات الطبية للعلق الطبي
العلقة مستعمل منذ القرون الوسطى للقضاء على الالتهابات وإصلاح الخل المفترض في المزاجات الأربعة
لقد استخدم أطباء أوروبا العلقة الطبية منذ حوالي 2000 عام حيث كانوا يستخدمونه أثناء الجراحات الطبية ليساعد على تدفق الدم في الشعيرات الدموية الدقيقة ولا يتجلط دم المريض أثناء إجراء الجراحة له.
اما في الهند فيستخدمونه كبديل للحجامه

### الاستخدامات الحالية
1. يقوم الأطباء الصيادلة باستخراج مادة العلقين (Hirudin) من لعاب العلقة والتي تدخل في صناعة أدوية مانعة لتجلط الدم.
2. كما تدخل مادة العلقين في صناعة أدوية لعلاج ألتهاب الأذن الوسطى.
3. كما تدخل مادة Vasodilator التي تفرزها العلقة في أدوية توسيع الأوعية الدموية.
4. تفيد العلقة في توزيع الدم بكفاءة عالية أثناء عملية الترقيع بعد استئصال الورم السرطاني من الثدي
5. في عام 1985 وأثناء إجراء أحد أطباء جامعة هارفارد عملية جراحة دقيقة في أذن طفل صغير عمره خمس سنوات بعد أن حدث قطع عميق بها، واجهه الطبيب مشكلة وهي أن الشعيرات الدموية الدقيقة يتجلط دمها أثناء العملية وبالتالي لا يستطيع الطبيب رؤية هذه الشعيرات الدموية لكي يوصلها ببعضها فاستعان بأحد ديدان العلقة ووضعها على أذن الطفل مكان انسداد الشعيرات الدموية فتدفق الدم بها واستطاع توصيل الشعيرات الدموية والشرايين ببعضها ونجحت العملية نجاح كبير.

ولكن تواجه الأطباء مشكلة عند استخدام العلقة في الجراحات الطبية هو انه أثناء إفراز اللعاب في جسم المريض تنتقل البكتيريا الموجودة في حوصلته إلى الإنسان وهذه البكتيريا رغم فوائدها الكبيرة للعلقة إلا أنها تسبب ارتفاع في حرارة جسم الإنسان وألم في المعدة ولكن يتغلب الأطباء على ذلك بإعطاء المريض مضاد حيوي قبل استخدام العلقة في الجراحة.